# VdB 144
vdB 144 è una piccola nebulosa a riflessione visibile nella costellazione del Cigno.
Si individua nella parte settentrionale della costellazione, vicino al confine con Cefeo e pochi gradi a sud del grande complesso nebuloso di IC 1396, in direzione di una regione oscurata della Via Lattea; il periodo più indicato per la sua osservazione nel cielo serale ricade fra i mesi di luglio e dicembre ed è notevolmente facilitata per osservatori posti nelle regioni dell'emisfero boreale terrestre. La nebulosa è formata da un debolissimo e tenue filamento che riflette la luce della stella HD 206509, una gigante rossa con classe spettrale K0III avente magnitudine apparente pari a 6,17. Data la sua distanza, determinata tramite la misura della parallasse, pari a 220 parsec (716 anni luce), risulta essere una delle nebulose a riflessione più vicine al Sistema Solare.